# 大森浜

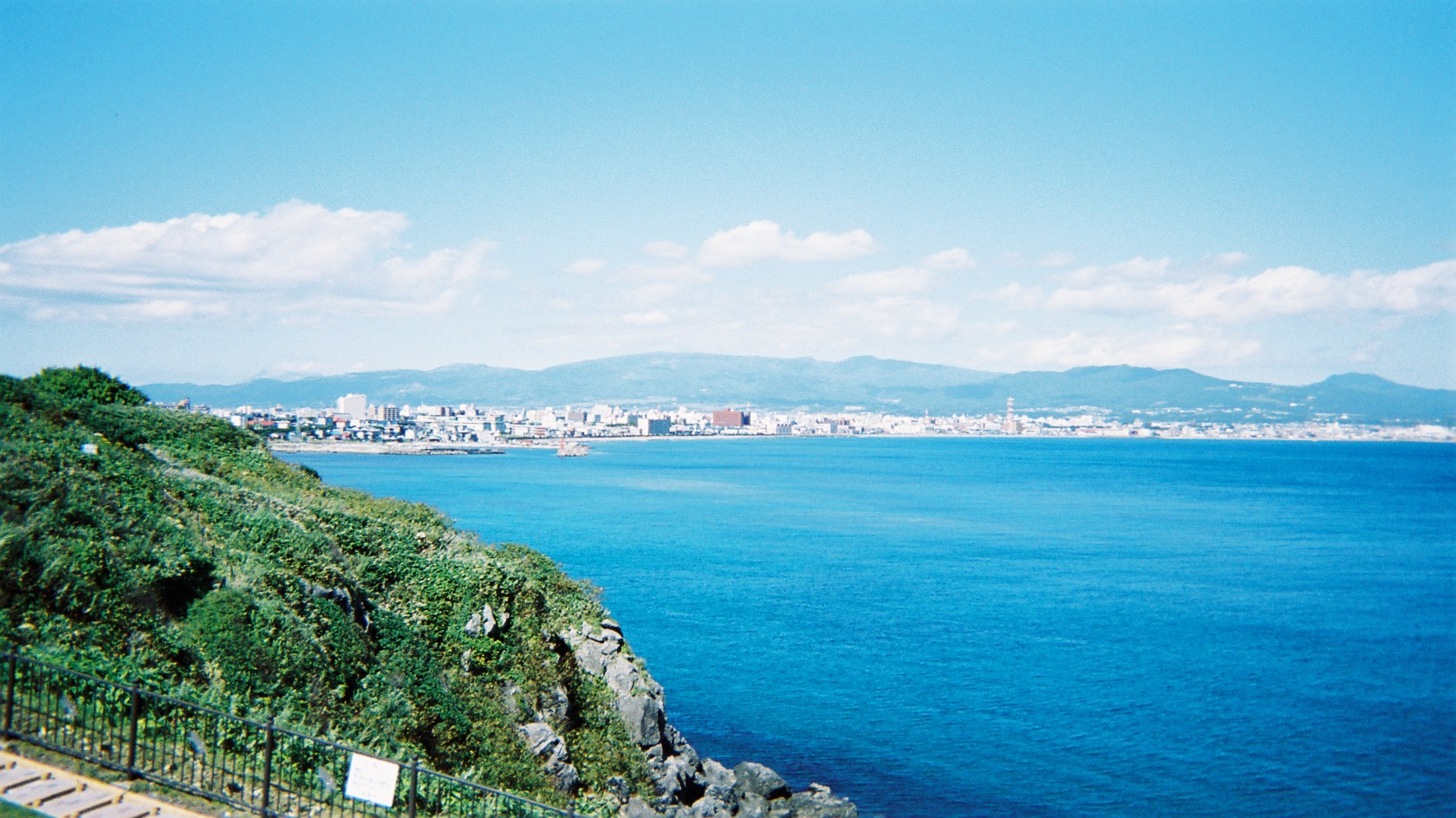
函館山・立待岬から見た大森浜（2003年9月）

大森浜（おおもりはま）は、北海道函館市の海岸である。

## 概要
函館山を陸繋島とし、山麓より千代台の台地の縁（函館段丘）までの長さ約3,000m、幅約600m（埋立地を除く）の陸繋砂州の東側、住吉漁港より湯の川温泉、松倉川河口付近までの津軽海峡に面していている海浜である。長さ約6,000m、最大幅約70mで干満差は約1.1メートル。
かつて、この一帯（現在の高盛町、日の出町）には津軽海峡から運ばれてできた高さ30メートル、東西1キロメートル、南北300メートルもの砂丘「大森山砂丘」があって、大森は、その砂の盛り上がる「大盛り」より名付けられた。2023年（令和5年）の今でも砂が風で巻き上げられ周辺の道路や駐車場に積もる現象がみられる。
砂山にはハマナスが咲き美しい景観が広がっていた。戦前、青函連絡船通信用の無線送信所があったが、昭和9年函館大火で焼失。また、貧しい人々が砂山に穴を掘って建てた掘立小屋の並ぶ「サムライ部落」「砂山部落」と呼ばれる地域であったが、戦後、砂鉄を取るため砂山は取り崩され、掘立小屋も立ち退きにより、現在はその面影はない。明治時代、亀田村・鍛冶村経由のルートと並び函館区と下湯川村（のちの湯川町）を結ぶルートの一つであったが、1887年（明治20年）に亀田村から直接向かうルートが開通した。
函館市内を流れる亀田川は元々函館港側に河口があったが、年々土砂を運び港を浅くし、1877年（明治10年）ごろからコレラなど伝染病が出始めたので、1883年（明治16年）に内務省に雇われていたオランダの土木技師ローウェンホルスト・ムルデル（Anthonie Thomas Lubertus Rouwenhorst Mulder）の提案と設計により、1888年（明治21年）に大森浜へ切り替えられた。
1934年（昭和9年）3月21日、函館大火が起き、この浜へ避難した人々が炎と激浪の挟み撃ちになって逃げ場を失い溺死、または凍死した者が多数出た。

### 年表
- 1882年（明治15年）8月 - 青森県東津軽郡一本木村（現・今別町）との間に海底通信ケーブルが敷設された
- 1885年（明治18年） - 海水浴場開設
- 1888年（明治21年）-　亀田川切り替え。河口になる
- 1934年（昭和9年）3月21日 - 昭和9年函館大火被災。多数の死者が出る。また青函連絡船無線送信所が焼失
- 1954年（昭和29年） - 遊泳禁止区域に指定され海水浴場が廃止される
- 1958年（昭和33年） - 啄木小公園開園

## 動植物
植物
- ハマナス[8]
- ハマヒルガオ[4]

動物
- スナガニ[4]

## 公共施設等
1882年（明治15年）8月に青森県東津軽郡一本木村（現・今別町）との間に海底通信ケーブルが敷設された。1885年（明治18年）には海水浴場が設けられたが、1954年（昭和29年）に事故防止で遊泳禁止区域となったために廃止された。

## 文化
1907年（明治40年）に石川啄木が函館に移り住んだ際に、大森浜と砂山を愛し歌を詠んだことにちなみ、1958年（昭和33年）、大森浜沿いに「啄木小公園」が整備され、本郷新作の銅像が置かれている。

## 交通
路線バス
- 函館バス95系統（函館市交通局6系統→函館バス6系統）「函館駅前 - 日吉営業所前」
- 函館バス95A系統「湯川中学校前 - 函館駅前」
- 函館バス96系統「函館駅前 - 函館空港」行き

札幌方面より
- 北海道中央バス・道南バス・北都交通・函館バス「高速はこだて号」